# Renegados
Renegados, ou Renegados de Boliqueime, est un groupe de oi! et anarcho-punk portugais. Formé en 1993 à Porto, le groupe adopte l'esprit do-it-yourself.

## Biographie
Fragil quitte sa campagne natale pour s'installer à Porto pendant les années 1980 (la Renaissance du Portugal). Il écoute du punk comme Ramones, Sex pistols, The Who, The Clash et NOFX.
Sa vie à Porto sera très difficile ; il tombe très vite dans la drogue et l'alcool, il arpente les squats de la ville, il devient nihiliste et anarchique et est surnommé le Sid Vicious portugais. En 1990, il rencontre Giro et ils décident de former un groupe de punk ; ils seront rejoints par Guerra et Rui.
En 1993, année qui marque leurs débuts officiels, le groupe décide de s'appeler Renegados. Leur premier tube sera Troco Deus por uma cerveja, qui signifie « J'échange Dieu pour une bière » en portugais. Rapidement, ils se font un nom dans le milieu musical portugais. Leurs prestations en live sont mémorables ; elles sont chaotiques, marquées par les cris du chanteur et le sang sur sa tête dû à des coups de micro. Ils sortiront un seul album, éponyme, en 2001, un récapitulatif de leurs chansons.
Le groupe cesse officiellement ses activités en 2006. Malgré la séparation du groupe, Frágil restera toujours connecté à la musique. 

## Membres
- Frágil - chant[2]
- Guerra - guitare
- Rui - basse
- Gino - batterie

## Discographie
- 1995 : Troco Deus por uma Cerveja  (démo cassette)
- 2001 : 1993-2001 (compilation)